# Петрашень, Мария Ивановна
Мари́я Ива́новна Петраше́нь (6 сентября 1906, Вологда — 12 июля 1977, Ленинград) — советский математик, кандидат физико-математических наук, профессор.

## Биография
Родилась в семье инженера путей сообщения и англичанки, имела нескольких братьев и сестёр, брат Георгий Петрашень (1914—2004) стал известным учёным.
В 1923 году поступила на математическое отделение физико-математического факультета Петроградского государственного университета, работала вычислителем в Главной геофизической обсерватории. Окончила университет в 1929 году (на два года прервав обучение по состоянию здоровья). Защитила дипломную работу на тему: «О применении конформного преобразования к решению третьей предельной задачи логарифмического потенциала для областей, близких к кругу» под руководством В. И. Смирнова.
Затем была лаборантом-математиком в Государственном оптическом институте под руководством Д. С. Рождественского. В 1930 году вместе с М. Г. Веселовым, П. П. Павинским и А. Г. Власовым стала членом группы теоретической спектроскопии под руководством В. А. Фока.
В 1939 году защитила кандидатскую диссертацию на тему «Об одном обобщении полуклассических методов решения волнового уравнения» под руководством В. А. Фока, после чего была приглашена В. И. Смирновым преподавать (по совместительству) на кафедре математики физического факультета Ленинградского государственного университета, где она работала сначала в должности доцента, а затем профессора.
Читала курсы лекций по математическому анализу, линейной алгебре, математической физике на втором и третьем курсах физического факультета, проводила спецкурсы и спецсеминары.
Учеником М. И. Петрашень был И. В. Абаренков.

## Научная деятельность
В 1934 году выполнила первые в мире расчеты электронной структуры атомов по методу самосогласованного поля с обменом под руководством В. А. Фока.
В 1939 году в кандидатской диссертации обобщила известные методы решения уравнения Шрёдингера и существенно расширила границы их применения, одной из первых использовала в теоретической физике производную Шварца. Предложенный Петрашень метод присоединенной задачи стал активно использоваться не только в квантовой механике, но и для решения широкого класса задач распространения волн.
В 1940 году вместе с В. А. Фоком и М. Г. Веселовым сформулировала метод неполного разделения переменных и получила уравнения, которые называются уравнениями Фока — Веселова — Петрашень. В этих работах были заложены основы методов учёта корреляционных эффектов в теории многоэлектронных систем.
В 1940-е годы, во время Великой Отечественной войны, вместе с М. Г. Веселовым решала ряд задач оборонного значения, связанных с внешней баллистикой, торпедной стрельбой и с приемом радиоволн самолётами. Эта работа была отмечена правительственной благодарностью.
Впоследствии продолжила заниматься квантовой механикой: в 1949 году выполняла работу по теории резонансных переходов, в 1950 году — по использованию анализа Фурье для интерпретации рентгенограмм жидких и стеклообразных веществ, в 1954 году вместе со своим учеником И. В. Абаренковым сформулировала полуэмпирический метод расчета сил осцилляторов для оптических переходов атомах, в 1958 году предложила модель центрального иона (и, как обобщение, модель центральной молекулы), использующую волновые функции свободных ионов, деформированных полем кристаллического окружения.